# L'Acte inconnu
L'Acte inconnu est une pièce de théâtre de Valère Novarina créée le 7 juillet 2007 pour l'ouverture du Festival d'Avignon. Elle est jouée dans la cour d'honneur du Palais des papes et retransmise à la télévision. Elle est ensuite reprise au théâtre national de la Colline.
Une nouvelle version est montée en 2015 avec les comédiens haïtiens de la troupe Nous théâtre de Guy Régis Junior.

## Argument
La pièce fait se côtoyer des personnages aux propos difficilement compréhensibles, comme un voyage au cœur du langage,.

## Distribution (2007)
- Michel Baudinat : le bonhomme Nihil
- Manuel Le Lièvre : le coureur Hop
- Olivier Martin-Salvan : le chanteur en catastrophe
- Jean-Yves Michaux : l'homme nu
- Christian Paccoud : l'Esprit
- Dominique Parent : Jean qui corde
- Richard Pierre : l'ouvrier du drame
- Dominique Pinon : Raymonde de la matière
- Myrto Procopiou : la dame de pique
- Agnès Sourdillon : la femme spirale
- Véronique Vella : le chantre 1
- Léopold von Verschuer : le déséquilibriste
- Valérie Vinci : le chantre 2

## Accueil
La pièce est qualifiée de « belle aventure » par le journal La Terrasse.